# Lorenzo Snow
Lorenzo Snow, född 3 april 1814 i Mantua Township i Portage County i Ohio, död 10 oktober 1901 i Salt Lake City i Utah, var den femte presidenten för Jesu Kristi Kyrka av Sista Dagars Heliga.
Snow föddes och växte upp i Ohio. 1831 träffade han Joseph Smith som hade flyttat till Hiram, Ohio. Hans mor och hans syster, Eliza Roxcy Snow blev medlemmar i kyrkan och Eliza flyttade 1835 till Kirtland, Ohio där kyrkan då hade sitt högkvarter. Genom hennes inflytande blev Lorenzo döpt som medlem i kyrkan i juni 1836. Året därpå tjänade han som missionär för kyrkan i Ohio.
Kyrkan flyttade så småningom till Nauvoo, Illinois och efter att ha stannat ett tag i Ohio anslöt sig Snow 1840 och kort därefter åkte han som missionär till England. Efter Smiths död 1844 och den successionskris som följde valde Snow att följa de tolv apostlarnas kvorum under Brigham Youngs ledning och efter en tid i Iowa anlände han till Salt Lake Valley i Utah 1848. Lorenzo Snow praktiserade polygami och hade fyra fruar, bland annat Phoebe Woodruff, dotter till Wilford Woodruff. Snows syster Eliza var en av Brigham Youngs fruar och enligt vissa källor ska hon tidigare ha varit gift med Joseph Smith.
1849 blev Snow medlem i de tolv apostlarnas kvorum och reste sedan som missionär till bland annat Italien. Efter att Woodruff övertagit rollen som kyrkans president 1889, efter John Taylors död två år tidigare, blev Snow president för de tolv apostlarnas kvorum och efter Woodruffs död 1898 blev Snow kyrkans president. Efter tidigare presidenters död hade det tagit flera år innan första presidentskapet omorganiserades men Snow efterträdde Woodruff efter bara elva dagar.
1890 hade kyrkan förbjudit sina medlemmar att ingå fler månggiften men det fanns många i kyrkan som motsatte sig detta. Ett annat problem Snow hade att handskas med under sin tid som president var kyrkans dåliga ekonomi. Snow vädjade 1899 till alla medlemmar att betala tionde till kyrkan, vilket kyrkans medlemmar fortfarande gör. Detta innebar en stor förbättring för kyrkans ekonomi; 1906 var kyrkan skuldfri.
Snow dog den 19 oktober 1901 i Salt Lake City och efterträddes som president av Joseph F. Smith.
Kommunen Snowville i Box Elder County har fått sitt namn efter Lorenzo Snow.